# CD3E
CD3E (англ. CD3e molecule) – білок, який кодується однойменним геном, розташованим у людей на короткому плечі 11-ї хромосоми. Довжина поліпептидного ланцюга білка становить 207 амінокислот, а молекулярна маса — 23 147.
| 10         |  | 20         |  | 30         |  | 40         |  | 50         |
| ---------- |  | ---------- |  | ---------- |  | ---------- |  | ---------- |
| MQSGTHWRVL |  | GLCLLSVGVW |  | GQDGNEEMGG |  | ITQTPYKVSI |  | SGTTVILTCP |
| QYPGSEILWQ |  | HNDKNIGGDE |  | DDKNIGSDED |  | HLSLKEFSEL |  | EQSGYYVCYP |
| RGSKPEDANF |  | YLYLRARVCE |  | NCMEMDVMSV |  | ATIVIVDICI |  | TGGLLLLVYY |
| WSKNRKAKAK |  | PVTRGAGAGG |  | RQRGQNKERP |  | PPVPNPDYEP |  | IRKGQRDLYS |
| GLNQRRI    |  |            |  |            |  |            |  |            |

A: Аланін

C: Цистеїн

D: Аспарагінова кислота

E: Глутамінова кислота

F: Фенілаланін

G: Гліцин

H: Гістидин

I: Ізолейцин

K: Лізин

L: Лейцин

M: Метіонін

N: Аспарагін

P: Пролін

Q: Глутамін

R: Аргінін

S: Серин

T: Треонін

V: Валін

W: Триптофан

Кодований геном білок за функціями належить до рецепторів, фосфопротеїнів. 
Задіяний у такому біологічному процесі, як імунітет. Локалізований у клітинній мембрані, мембрані.